# 王刚 (1967年)
王刚（1967年3月—），男，汉族，重庆人，中华人民共和国政治人物。曾任西藏自治区自然资源厅党组书记。现任西藏自治区政协副主席、秘书长。